# 八一大商乒乓球俱乐部
八一大商俱乐部是中国的一家乒乓球俱乐部，属中国人民解放军八一体工大队。

## 历史
隶属八一体工大队的八一乒乓球队，于1964年成立。文化大革命开始后随八一体工大队解散，后于1973年重新建立。
1998年，八一工商银行队曾获得中国乒乓球俱乐部甲级联赛男团冠军。2000－2001赛季又获得乒超联赛男团冠军。2010年，熔盛重工赞助八一男子乒乓球队，成立八一熔盛重工乒乓球俱乐部。2014年，八一体工大队与大商集团签约，成立八一大商乒乓球俱乐部，主场落户大连。 2016年，八一时隔十五年再度获得乒超联赛男团冠军。
2020年11月，在军队专业体育力量调整改革下，八一乒乓球队解散，下属队员分流至地方队。
八一乒乓球队历史上培养出过王涛、刘国梁、王皓、施之皓、樊振东等多个世界冠军，被誉为“小国家队”。

## 乒超联赛战绩

### 男队
| 赛季    | 名次 | 队员                                     |
| ------- | ---- | ---------------------------------------- |
| 1999    | 3    | 刘国梁、王涛、马琳、王皓                 |
| 2000-01 | 1    | 刘国梁、王皓、王涛、马琳                 |
| 2002    | 5    | 王皓、詹健、李陟、白石、王涛             |
| 2003-04 | 5    | 王皓、白石、李陟                         |
| 2005    | 6    | 王皓、李陟、柳洋、白石                   |
| 2006    | 2    | 王励勤、李静、李陟、柳洋                 |
| 2007    | 4    | 王皓、徐克、李陟、翟一鸣                 |
| 2008    | 8    | 王皓、徐克、李陟、杨晓夫                 |
| 2009    | 7    | 王皓、徐克、李陟、杨晓夫                 |
| 2010    | 2    | 王皓、闫安、侯英超、徐克、柳洋           |
| 2011    | 3    | 王皓、闫安、侯英超、周雨、李木桥         |
| 2012    | 6    | 王皓、李木桥、尹航、周雨                 |
| 2013    | 4    | 王皓、周雨、樊振东、徐晨皓               |
| 2014    | 4    | 王皓、周雨、樊振东、徐晨皓               |
| 2015    | 2    | 周雨、樊振东、徐晨皓、周恺               |
| 2016    | 1    | 周雨、樊振东、徐晨皓、周恺、赵钊彦、宋旭 |